# سقراط ۵۴۵۰
سیارک ۵۴۵۰ (به انگلیسی: 5450 Sokrates، نامگذاری:2780P-L) پنج هزار و چهارصد و پنجاهمین سیارک کشف شده‌است که در ۲۴ سپتامبر ۱۹۶۰ کشف شد.
قدر مطلق سیارک برابر ۱۲٫۰۰ است.